# Rio dos Porcos (vattendrag i Brasilien, Bahia)
Rio dos Porcos är ett vattendrag i Brasilien.   Det ligger i delstaten Bahia, i den östra delen av landet, 500 km nordost om huvudstaden Brasília.
Omgivningarna runt Rio dos Porcos är huvudsakligen savann. Runt Rio dos Porcos är det mycket glesbefolkat, med 2 invånare per kvadratkilometer.